# 帕拉瓦鄉 (巴克烏縣)
46°18′N 27°00′E / 46.300°N 27.000°E
帕拉瓦鄉（羅馬尼亞語：Comuna Parava, Bacău），是羅馬尼亞的鄉份，位於該國東北部，由巴克烏縣負責管轄，面積45平方公里，海拔高度166米，2007年人口3,464，人口密度每平方公里77人。